# Żorniwka
Żorniwka (ukr. Жорнівка) – wieś na Ukrainie, w obwodzie kijowskim, w rejonie fastowskim, w hromadzie Bojarka. W 2001 liczyła 576 mieszkańców, spośród których 566 wskazało jako ojczysty język ukraiński, 7 rosyjski, 1 mołdawski, a 2 białoruski.